# Grmija
Planina Grmija se nalazi 6 km istočno od Prištine, na nadmorskoj visini od 700 do 1.100 metara i predstavlja slikovit park prirode na površini od 1.168 hektara. Grmija je omiljeno izletište i rekreacioni centar stanovnika Prištine. Sa najvišeg vrha Grmije - Bogutovački Breg - 1.100 metara pruža se pogled na čitavu kosovsku ravnicu i planine šarskog masiva. Grmija pripada planinama Novog Brda i graniči se sa Gračaničkim jezerom na jugu, Prištevskom rekom na severu i Businjskom rekom na istoku, te gradom Prištinom na zapadu.
Istraživanja Kosovskog bazena i okoline tokom dužeg vremena su potvrdila prisustvo 127 biljnih vrsta - divljih i gajenih. Ovaj deo Kosova i Metohija odlikuju velike površine zelenila, među kojima je najveći Grmijski park. Tokom leta, bazen u obliku jezera u Parku prirode Grmija je mesto susreta porodica i mladih, dok se tokom čitave godine ovde igra fudbal ili odmara, a raščišćeno minsko područje je pogodno za šetnju pasa kroz šumu ili razne igre. Park prirode Grmija je 1999. godine bio svakodnevno izložen bombardovanju tokom NATO agresije.

## Spoljašnje veze
- HabiProt:Grmija(језик: српски)(језик: енглески)
- TOS- brošure - Priroda_Srbije.pdf, pristupljeno 3. septembar 2012(језик: српски)(језик: енглески)(језик: шпански)(језик: немачки)(језик: француски)(језик: руски)...